# Bielorrússia nos Jogos Olímpicos de Inverno de 2002
A Bielorrússia participou dos Jogos Olímpicos de Inverno de 2002 em Salt Lake City, nos Estados Unidos. O país estreou nos Jogos em 1994 e em Salt Lake City fez sua 3ª apresentação.

## Medalhas
| Atleta         | Esporte            | Evento            | Medalha |
| -------------- | ------------------ | ----------------- | ------- |
| Alexei Grichin | Esqui estilo livre | Aerials masculino | Bronze  |